# Ching Siu-tung
Tony Ching Siu Tung (en xinès tradicional: 程小東; en xinès simplificat: 程小东; en pinyin: Chéng Xiǎodōng) (1953), Hong Kong, és un director i coreògraf d'arts marcials xinès.

## Biografia
Ching, fill del director de cinema Ching Kong, es formà a l'Acadèmia de Televisió de Hong Kong i a l'estil del nord d'arts marcials. Quan tenia disset anys entrà al cinema com a especialista cinematogràfic i el 1972 el seu pare, que llavors treballava al famós estudi Shaw Brothers, l'encomendà la coreografia de la seva pel·lícula 14 Amazones. Alhora Ching començà a treballar en diferents sèries de televisió, com The Roving Swordsman i The Spirit of the Sword. Després de deu anys adquirint gran reputació com a director d'acció, Ching debutà com a director el 1983 amb Guerrers llegendaris per a Golden Harvest, seguida de Nepal Affair el 1986, que el suposà el seu primer Hong Kong Film Award a la millor coreografia i va atraure l'atenció del director i productor Tsui Hark, que el contractà per a dirigir Una història xinesa de fantasmes aquell mateix any, que suposà la consagració internacional de Ching, a més de generar dues seqüeles i un munt d'imitacions. Hero (2002) de Zhang Yimou, li reportarà el tercer premi, i significarà l'inici d'una altra fructífera relació professional amb Zhang, per a qui coreografiarà també La casa de les dagues voladores (2004) i La maledicció de la flor daurada (2006). A partir de llavors Ching inicià una carrera internacional treballant en països com els Estats Units (Les entranyes de la bèstia), Índia (Krrish), Alemanya (In the Name of the King: A Dungeon Siege Tale) o el Japó (Dororo).